# Utrista
Utrista (norwegisch für Ausreißer) ist ein isolierter Felsvorsprung im ostantarktischen Königin-Maud-Land. Am nordöstlichen Ende der Orvinfjella ragt er 16 km nordöstlich der Dallmannberge auf. 
Entdeckt und aus der Luft fotografiert wurde er bei der Deutschen Antarktischen Expedition 1938/39 unter der Leitung des Polarforschers Alfred Ritscher. Norwegische Kartographen, die ihn auch benannten, kartierten ihn anhand von Vermessungen und Luftaufnahmen der Dritten Norwegischen Antarktisexpedition (1956–1960).